# Limbodessus narryerensis
Limbodessus narryerensis är en skalbaggsart som beskrevs av Watts och William F. Humphreys 2006. Limbodessus narryerensis ingår i släktet Limbodessus och familjen dykare. Inga underarter finns listade i Catalogue of Life.